# Cristianesimo in Europa
     <1% (Turchia)
     1%-2%
     2%-4% (Azerbaigian)
     4%-5%
     5%-10% (Kossovo)
     10%-20% (Albania, Kazakhistan)
     20%-30% (Repubblica Ceca)
     30%-40% (Estonia)
     40%-50%
     50%-60% (Paesi Bassi, Bosnia ed Erzegovina, Lettonia, Macedonia)
     60%-70% (Francia, Belgio, Regno Unito, Svezia, Germania)
     70%-80% (Lussemburgo, Bielorussia, Svizzera, Cipro, Russia, Montenegro, Slovenia, Spagna)
     80%-90% (Finlandia, Austria, Ungheria, Bulgaria, Italia, Danimarca, Ucraina, Norvegia, Slovacchia, Monaco, Grecia, Georgia, Andorra, Lituania)
     90%-95% (San Marino, Portogallo, Liechtenstein, Irlanda, Serbia, Croazia, Polonia, Islanda)
     >95% (Malta, Moldavia, Armenia, Romania, Vaticano)

Presenza cristiana nel continente europeo dalla percentuale della popolazione del paese.
<1% (Turchia)
1%-2%
2%-4% (Azerbaigian)
4%-5%
5%-10% (Kossovo)
10%-20% (Albania, Kazakhistan)
20%-30% (Repubblica Ceca)
30%-40% (Estonia)
40%-50%
50%-60% (Paesi Bassi, Bosnia ed Erzegovina, Lettonia, Macedonia)
60%-70% (Francia, Belgio, Regno Unito, Svezia, Germania)
70%-80% (Lussemburgo, Bielorussia, Svizzera, Cipro, Russia, Montenegro, Slovenia, Spagna)
80%-90% (Finlandia, Austria, Ungheria, Bulgaria, Italia, Danimarca, Ucraina, Norvegia, Slovacchia, Monaco, Grecia, Georgia, Andorra, Lituania)
90%-95% (San Marino, Portogallo, Liechtenstein, Irlanda, Serbia, Croazia, Polonia, Islanda)
>95% (Malta, Moldavia, Armenia, Romania, Vaticano)

Il cristianesimo in Europa è la religione più diffusa e praticata con certezza fin dal I secolo, visto che un certo numero di epistole paoline erano rivolte ai cristiani che vivevano allora in Grecia e a Roma.
Secondo le più recenti ricerche circa il 75% della popolazione europea si considera cristiana e le tre principali confessioni corrispondono a tre aree ben distinte del continente: il cattolicesimo (46,3% dei cristiani europei) nell'ovest e nel sud-ovest, il protestantesimo (17,8% del totale) nel nord e la Chiesa ortodossa (35,4% del totale) nell'est e nel sud-est. Vive in Europa circa un quarto (26%) dei cristiani nel mondo, circa 570 milioni di persone, rendendola il secondo continente per numero di fedeli, dopo l'America.
È inoltre la religione più diffusa, con i cristiani maggioranza assoluta della popolazione, in ciascuna delle quattro macroregioni con cui l'ONU suddivide il continente (meridionale, occidentale, orientale e settentrionale) e in tutti gli stati, con le sole eccezioni di Albania e Kosovo, in cui è minoranza rispetto all'Islam, ed Estonia e Repubblica Ceca, dov'è comunque la religione di maggioranza relativa, ma a fronte di una maggioranza assoluta di non credenti.
In termini assoluti di popolazione, la Federazione Russa è il più grande paese cristiano d'Europa (i credenti sono stimati tra i 90 e i 105 milioni), seguito nell'ordine da Germania (circa 58 milioni), Italia (oltre 50 milioni), Regno Unito (45 milioni) e Francia (quasi 40 milioni); in termini invece di percentuale, Malta, Moldavia, Armenia, Romania e Città del Vaticano risultano avere oltre il 95% di cristiani rispetto al totale della popolazione del paese.
Per almeno un millennio e mezzo l'Europa è stata automaticamente tradotta come espressione geografica di "cultura cristiana", anche se la religione ne è stata ereditata dall'Asia occidentale, che è stata la forza predominante all'interno della civiltà occidentale, guidando nei secoli il corso della storia della filosofia, dell'arte in genere e della scienza.
L'Europa possiede una ricca cultura cristiana, tanto più che un gran numero di santi, martiri e papi erano essi stessi europei: tutti i sommi pontefici dal 724 al 2013 sono stati di origine e provenienza europea; l'Europa inoltre ha riunito in sé molti dei luoghi santi di pellegrinaggio cristiano, del patrimonio culturale che ne deriva e dei centri religiosi.

## Storia

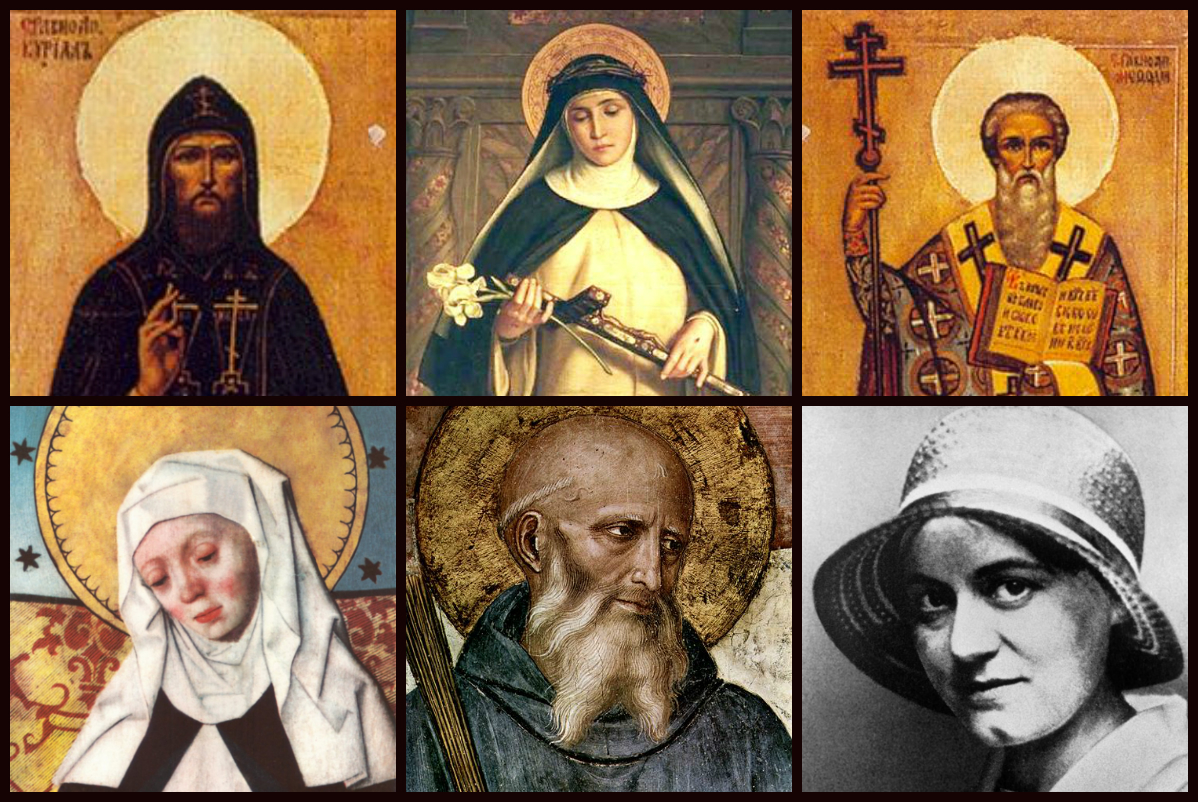
I santi patroni cattolici dell'Europa.

### Storia antica
Gli storici ritengono che San Paolo di Tarso con tutta probabilità scrisse la sua prima epistola ai cristiani di Tessalonica (prima lettera ai Tessalonicesi) intorno all'anno 52. La sua lettera ai Galati è stata forse scritta anche prima, tra il 48 e 50. [ 9 ] Altri epistole scritte da Paolo sono state indirizzate ai cristiani che vivevano in Grecia (1 Corinzi e 2 Corinzi, lettera a Filemone, lettera ai Filippesi e seconda lettera ai Tessalonicesi) e a Roma (la lettera ai Romani) tra gli anni '50 e '70 del I secolo.
Il primato di San Doroteo, vescovo di Tiro, è che la Chiesa di Tiro inviò San Aristobulo (facente parte del gruppo dei Settanta) in Gran Bretagna come vescovo nel 37. La Chiesa sembra essere stata iniziata da lui intorno alla zona del canale di Bristol e 150 anni dopo abbiamo i nomi dei vescovi registrati; dal 550 si sono registrati 120 vescovi sparsi per le isole britanniche.
L'Armenia fu il primo paese al mondo ad adottare il cristianesimo come religione di Stato nel 301. La più antica chiesa innalzata con il beneplacito statale al mondo, la cattedrale di Echmiadzin, è stata costruita tra il 301-303. È a tutt'oggi la sede della Chiesa apostolica armena. L'impero romano ha adottato ufficialmente il cristianesimo solo nel 380.
Durante il Medioevo, la maggior parte dell'Europa ha subito una forte cristianizzazione, un processo essenzialmente completato con la cristianizzazione della Scandinavia nel corso della prima era medioevale. L'emergere del concetto di "Europa" o di "civiltà occidentale" è intimamente connesso con l'idea di "Cristianità", tanto più che il cristianesimo in Medio Oriente è stato emarginato dalla crescita dell'Islam a partire dal VII secolo, una costellazione che ha portato di lì a poco alle crociate le quali, anche senza un pieno successo militare, sono state forse un passo importante per l'emergere di una identità religiosa dell'Europa. In ogni caso, per tutto il Medioevo le tradizioni della religione popolare continuavano in gran parte ad esistere indipendenti dalle denominazioni ufficiali o dalla teologia dogmatica.

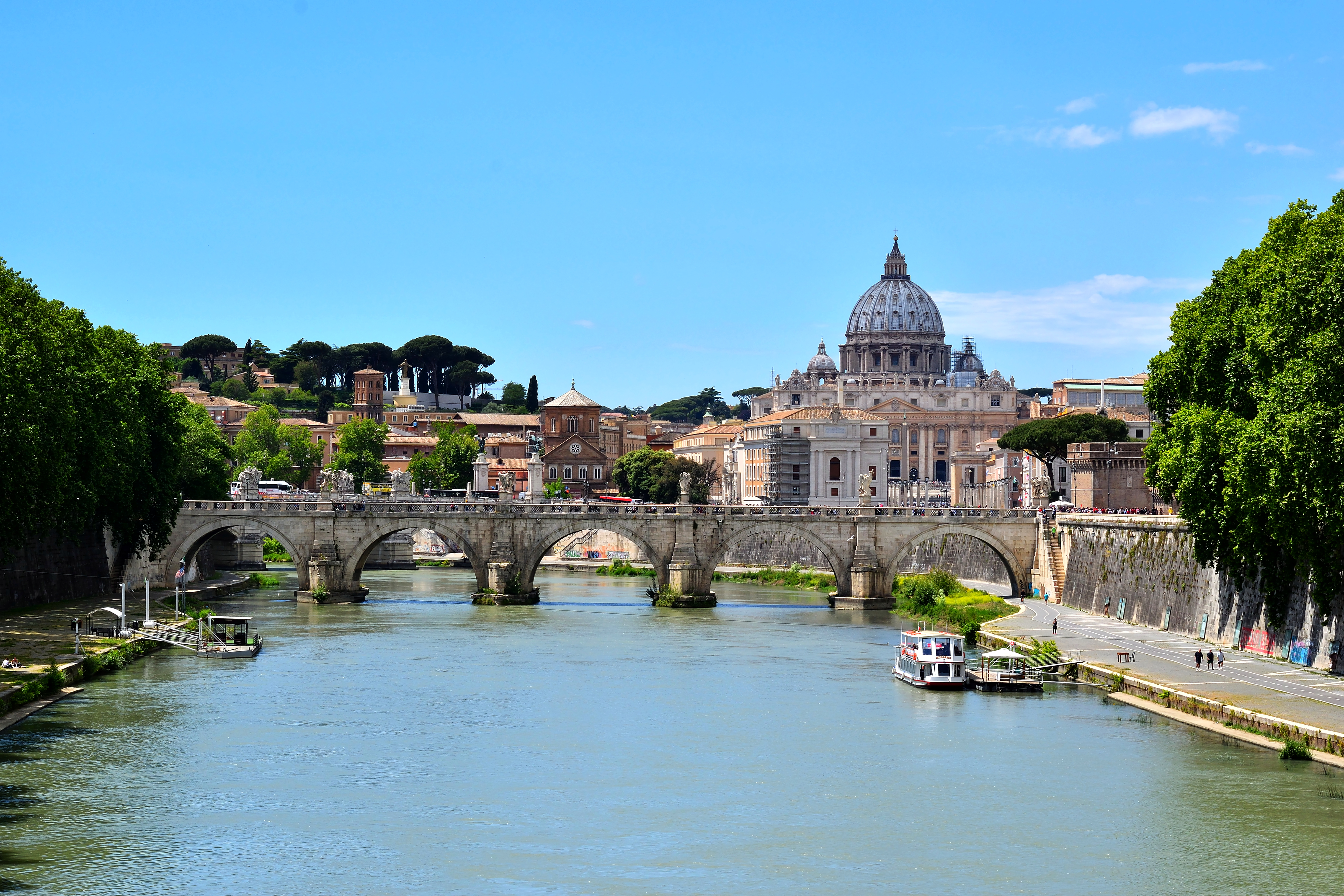
Veduta della Basilica di San Pietro.

Dal Medioevo in poi, come il potere romano centralizzato fu scemato in Europa meridionale e centrale, il dominio della Chiesa cattolica è stata l'unica forza coerente esistente in Europa occidentale.
I movimenti di arte e filosofia, come il movimento dell'umanesimo del Rinascimento e il movimento della Scolastica (filosofia) del Medioevo, sono stati motivati da un'idea che voleva collegare il cattolicesimo con l'antico pensiero greco importato da poco.

### Grande Scisma e riforma protestante
Il grande Scisma dell'XI secolo tra cattolicesimo e chiesa ortodossa e la Riforma protestante del XVI divise la "Cristianità" in fazioni ostili. A seguito del secolo dei lumi (XVIII secolo), l'ateismo e l'agnosticismo si diffusero in Europa occidentale. Nel corso del XIX secolo poi l'orientalismo ha contribuito ad una certa popolarità del buddhismo, e il XX secolo ha portato un crescente sincretismo, tra la New Age e vari nuovi movimenti religiosi che hanno divorziato dalla spiritualità delle tradizioni ereditate per molti europei. L'ultimo corso della storia europea ha portato una maggiore secolarizzazione e ad un sempre più ampio pluralismo religioso.